# Jullan Jonsson
Jullan Jonsson, född Judit Matilda Söderberg 14 december 1882 i Brännkyrka församling i Stockholm, död 19 april 1948 i Klara församling i Stockholm, var en svensk skådespelare.
Den 15 september 1919 gifte hon sig med skådespelaren Robert Jonsson. De är begravda på Sandsborgskyrkogården.

## Filmografi
- 1920 – Mästerman
- 1921 – En lyckoriddare
- 1924 – En piga bland pigor
- 1925 – Styrman Karlssons flammor
- 1930 – Fridas visor
- 1931 – Skepparkärlek
- 1932 – Vi som går köksvägen
- 1932 – Skråköpings rundradio inviges
- 1932 – Muntra musikanter
- 1932 – Lyckans gullgossar
- 1932 – Kärlek och kassabrist
- 1932 – Hans livs match
- 1933 – Två man om en änka
- 1934 – Kvinnorna kring Larsson
- 1934 – Hon eller ingen
- 1934 – En stilla flirt
- 1934 – En bröllopsnatt på Stjärnehov
- 1935 – Under falsk flagg
- 1935 – Bränningar
- 1936 – Johan Ulfstjerna
- 1936 – Äventyret
- 1936 – 33.333
- 1936 – Ä' vi gifta?
- 1936 – Annonsera!
- 1936 – Familjens hemlighet
- 1936 – Han, hon och pengarna
- 1936 – Kungen kommer
- 1936 – Vårt bygge – på hem och samhälle
- 1937 – Sara lär sig folkvett
- 1937 – O, en så'n natt
- 1937 – Klart till drabbning
- 1938 – Den stora kärleken
- 1940 – Hans Nåds testamente
- 1940 – Blyge Anton
- 1941 – Soliga Solberg
- 1943 – Anna Lans
- 1943 – Brödernas kvinna
- 1944 – När seklet var ungt

## Teater

### Roller (ej komplett)
| År   | Roll                                           | Produktion                                                    | Regi             | Teater                                                    |
| ---- | ---------------------------------------------- | ------------------------------------------------------------- | ---------------- | --------------------------------------------------------- |
| 1922 |                                                | Det stora mågakriget Walter Stenström och Nanna Wallensteen   | Walter Stenström | Tantolundens friluftsteater                               |
| 1929 |                                                | Westerbergs pojke Gideon Wahlberg                             |                  | Söders friluftsteater                                     |
| 1929 |                                                | Fjällgatan 14 Siegfried Fischer                               |                  | Mosebacketeatern                                          |
| 1930 | Hanna Jansson                                  | Söderkåkar Gideon Wahlberg                                    | Hugo Jacobson    | Tantolundens friluftsteater Flyttad till Mosebacketeatern |
| 1931 | Fru Champaux, krögerska Lovisa, akterstäderska | Ta' fast tjuven Gran                                          |                  | Mosebacketeatern                                          |
| 1931 |                                                | Äventyr vid kolonistugan Gideon Wahlberg och Walter Stenström |                  | Mosebacketeatern                                          |
| 1931 |                                                | I gamla Djurgårdssta'n Gideon Wahlberg                        | Gideon Wahlberg  | Tantolundens friluftsteater                               |
| 1931 |                                                | Augustas lilla felsteg Siegfried Fischer                      |                  | Mosebacketeatern                                          |
| 1932 |                                                | Tokstollar och högfärdsblåsor Gideon Wahlberg                 | Gideon Wahlberg  | Tantolundens friluftsteater                               |
| 1932 |                                                | Svensson Gustaf H. Lundberg                                   | Erik Berglund    | Folkteatern                                               |
| 1933 |                                                | Violen från Flen Siegfried Fischer                            |                  | Söders friluftsteater                                     |
| 1934 |                                                | Dollarflickan Sigge och Arthur Fischer                        |                  | Söders friluftsteater                                     |